# Fugnitz (Gemeinde Geras)
Fugnitz ist eine Ortschaft und eine Katastralgemeinde der Stadtgemeinde Geras im Bezirk Horn im niederösterreichischen Waldviertel mit 40 Einwohnern (Stand 1. Jänner 2024). Bis Ende 1965 war Fugnitz eine eigenständige Gemeinde.

## Geografie
Das Dorf wird östlich von der Fugnitz durchflossen und im Westen erhebt sich der Fugnitznerg (506 m ü. A.). Erreichbar ist der Ort von der Landesstraße L40 über die L1195. Am 1. April 2020 umfasste die Ortschaft 31 Adressen.

## Geschichte
Die Landbauern verfügten über eine gute Grundbestiftung und betrieben Ackerbau, wo sie überwiegend Korn anbauten und daneben Knollengewächse, berichtete Schweickhardt. Auch die Viehzucht war von Bedeutung.
Im Jahr 1822 wurde der Ort als Dorf mit 24 Häusern genannt, das nach Geras eingepfarrt war, wohin auch die Kinder eingeschult wurden. Die Herrschaft Walkenstein besaß die Ortsobrigkeit, die Herrschaften Drosendorf und Limberg übten die Landgerichtsbarkeit aus und die Herrschaft Geras besorgte die Konskription. Die Untertanen und Grundholde des Ortes gehörten den Herrschaften Walkenstein, Breiteneich und Oberhöflein sowie der Pfarre Waitzendorf.
Laut Adressbuch von Österreich waren im Jahr 1938 in der Ortsgemeinde Fugnitz ein Gemischtwarenhändler, ein Schmied, ein Wagner und zahlreiche Landwirte ansässig.
Mit 1. Jänner 1966 wurden im Zuge der Niederösterreichischen Kommunalstrukturverbesserung die bis dahin selbständigen Gemeinden Fugnitz, Goggitsch, Kottaun, Pfaffenreith und Trautmannsdorf nach Geras  eingemeindet.